# Chinzilla Films
Die Chinzilla Films GmbH ist ein deutsches, in Köln ansässiges Filmproduktionsunternehmen mit dem Schwerpunkt auf Werbefilm-, Spielfilm- und Serienproduktionen.
Chinzilla Films wurde 2009 von den Gesellschaftern Jan Kühne (geb. Zenkner) und Maximilian Lais, zunächst als GbR gegründet und 2016 mit dem damaligen Mitgesellschafter Hanno von Contzen in eine GmbH umfirmiert. 2017 erhielt die Chinzilla Films GmbH ein Stipendium vom Mediengründerzentrum NRW, um das Unternehmen stärker im Spielfilm- und Serienmarkt zu etablieren.

## Leistung
Die Chinzilla Films GmbH ist eine Full-Service Filmproduktion, die von der Konzeptentwicklung, Drehdurchführung sowie ihrer hauseigenen Postproduktion Stoffe für Kunden sowie eigene Formate entwickelt.
Mit ihrem Claim "Mut zu frischen Ideen" verschreibt sich Chinzilla Films dem kreativen Storytelling, sowohl in Werbe- als auch in Fictionproduktionen. Zudem wurde seit der Gründung mit der hauseigenen Postproduktion darauf Wert gelegt, visuelle Effekte mit dem Storytelling zu verknüpfen um ein höheres Production-Value zu generieren.

## Erfolge
Bekannt wurde Chinzilla Films vor allem durch ihren eigenen Proof-Of-Concept Trailer Alientampon. Um die finanziellen Mittel eines ersten eigenen Spielfilms zu akquirieren, beschlossen die Gründer zunächst einen Trailer für den fiktiven SciFi Stoff Alientampon zu realisieren.
Mit geringem Produktionsaufwand wurde Alientampon innerhalb weniger Wochen zu einem YouTube-Hit. Es folgten Co-Produktionen mit dem Radiosender 1LIVE, unter anderem Ping! Die Mikrowellenshow mit Chris Tall oder das Musikvideo How It Is (Wap Bap ...), welche von Chinzilla Films konzipiert und produziert wurde.
2019 erschien die von der Chinzilla Films in Koproduktion mit dem WDR für Funk entwickelte Serie TRUE DEMON auf YouTube. Die Serie gilt als erstes Horror-Science Fiction Projekt des Westdeutschen Rundfunks, welches zudem komplett für die Erstauswertung im Internet produziert wurde. Die Serie zeichnet sich durch eine moderne, YouTube-nahe Erzählweise sowie ihren effektlastigen Monster-Animationen aus. Auf der Seriale 2020 – Deutschlands erstem Festival für digitale Serien – wurde TRUE DEMON in den Kategorien Beste Kamera, Bester Schnitt, Bestes Sound Design und Beste visuelle Effekte ausgezeichnet. Hauptdarsteller sind Olivia Burkhart, Justus Johanssen und Marcel Kowalewski.
2020 produzierte Chinzilla Films zusammen mit The Heart die Audio-Fiction Callboy für FYEO, der Audio-App von Pro7Sat.1 Media AG. Callboy ist die erste deutsche Audio Sitcom mit Denis Moschitto, Jasmin Schwiers, Uke Bosse, Julia Lenska und Benedikt Hahn in den Hauptrollen.
2021 ließ der WDR eine neue Fassung von TRUE DEMON anfertigen. Mit neuen Szenen und neuer Musik wurde die 8-teilige Neufassung unter "TRUE DEMON - Die Serie" erstmals am 29. Oktober 2021 in der ARD Mediathek veröffentlicht.

## Produktionen
| Produktionen                                          | Kunde / Sender       | Erscheinungsjahr |
| ----------------------------------------------------- | -------------------- | ---------------- |
| Alientampon (Proof of Concept Trailer)                | Eigenproduktion      | 2015             |
| Ping! Die Mikrowellenshow - mit Chris Tall (Kochshow) | 1LIVE/WDR            | 2016             |
| Vincents weise Worte (Webserie)                       | 1LIVE/WDR            | 2016             |
| Bibi Heinicke - how it is (Musikvideo)                | Warner Music Germany | 2017             |
| TRUE DEMON (Webserie)                                 | WDR/FUNK             | 2019             |
| Callboy (Audio Fiction)                               | FYEO                 | 2020             |
| TRUE DEMON - Die Serie (TV MiniSeries)                | WDR                  | 2021             |